# Palakahembi
Palakahembi is een bestuurslaag in het regentschap Oost-Soemba van de provincie Oost-Nusa Tenggara, Indonesië. Palakahembi telt 3586 inwoners (volkstelling 2010).